# Hechuan Lu
Hechuan Lu (chiń. 合川路站) – stacja początkowa metra w Szanghaju, na linii 9. Zlokalizowana jest pomiędzy stacjami Xingzhong Lu i Caohejing Kaifaqu. Została otwarta 29 grudnia 2007.